# Gémonville
Gémonville település Franciaországban, Meurthe-et-Moselle megyében. Lakosainak száma 76 fő (2022. január 1.). Gémonville Tranqueville-Graux, Favières, Aouze, Aroffe, Attignéville és Harmonville községekkel határos.

## Népesség
A település népességének változása:
| Lakosok száma | 101  | 95   | 86   | 72   | 74   | 73   | 75   | 79   | 77   | 76   |
|               | 1968 | 1982 | 1990 | 2006 | 2013 | 2015 | 2017 | 2019 | 2020 | 2022 |